# 橋本勝也 (車いすラグビー選手)
橋本 勝也（はしもと かつや、2002年5月9日 - ）は、日本の車いすラグビー選手。TOHOKU STORMERS所属。2024年パリパラリンピックで金メダルを獲得した。

## 略歴
福島県三春町出身。
生まれた時から手足に障害があり、16歳から車いすラグビーを始めた。
2021年、東京2020パラオリンピック競技大会に車いすラグビー日本代表最年少の19歳で出場、自身は5試合中2試合の出場に留まったが銅メダルを獲得した。
2024年、パリパラリンピックは主に主力の池崎大輔や池透暢と交替で出場し、全戦全勝で日本初の金メダルを獲得。同年、紫綬褒章受章。